# Nimba Corona
Nimba Corona est une corona, formation géologique en forme de couronne, située sur la planète Vénus par 32,8° N et 204,5° E. Elle est localisée dans le quadrangle de Ganiki Planitia. Elle a été nommée en référence à Nimba, déesse mère et de la Terre en Guinée. 

## Géographie et géologie
Nimba Corona couvre une surface circulaire d'environ 88 km de diamètre. 